# توم فلگی
توم فِـلِگی (مجاری: Tom Felleghy؛ زادهٔ ۲۶ نوامبر ۱۹۲۱ - ۱۳ سپتامبر ۲۰۰۵) بازیگر اهل مجارستان است.
از فیلم‌هایی که وی در آن نقش داشته است، می‌توان به برادر تاتسیو، اهل ولتری، کشور زیبا، یک گاو نر شهوتی، همه می‌توانند پولدار شوند به‌جز فقرا، جنایت بی‌نقص، برده نازنینم، ببخشید شما نرمال هستید؟، مرگ دوبار در می‌زند، قاتل مادرزاد، فرشته مقرب، قفسی برای دیوانگان ۲، سالن کیتی، شیر صحرا، چهار مگس روی مخمل خاکستری، گربه نه‌دم، عجایب علاءالدین، کالیفرنیا، قرمز تیره، تخم چشم، وسوسه، اردک در سس پرتقال، آموزگار جایگزین، تمامی رنگ‌های تاریکی، دُم عقرب، خانم دکتر زیر لحاف و آرنا اشاره کرد.